# 4 Korpus Armijny (Bundeswehra)
4 Korpus Armijny (niem. IV. Korps) – wyższy związek taktyczny Bundeswehry. Sformowany został 16 kwietnia 1991. W jego strukturę weszły przede wszystkim jednostki rozlokowane w pięciu krajach związkowych, powstałych po zjednoczeniu Niemiec w 1990. Po jego rozformowaniu 31 marca 2002 sztab korpusu wykorzystano do utworzenia Dowództwa Operacyjnego Bundeswehry (Einsatzführungskommando der Bundeswehr). Dowództwo korpusu stacjonowało w koszarach Henninga-von-Tresckow w Geltow, dzielnicy (Ortsteil) gminy Schwielowsee.

## Oznaka rozpoznawcza
Oznaka rozpoznawcza korpusu jest identyczna z oznakami pozostałych korpusów, z wyjątkiem liczby "IV". Przedstawia federalnego orła z herbu Niemiec jako symbol suwerenności tego kraju. Kolorystyka odznaki wzorowana jest na fladze niemieckiej. Odznakę nosili żołnierze oddziałów korpusu i sztab korpusu na lewym rękawie munduru służbowego. Pleciona czarno-żółta (czarno-złota) obwódka świadczy o pozycji korpusu.

## Dowództwo
| Lp. | Imię i nazwisko                            | Okres                               |
| --- | ------------------------------------------ | ----------------------------------- |
| 1.  | generał porucznik Werner von Scheven       | 16 kwietnia 1991 – 30 września 1994 |
| 2.  | generał porucznik Joachim Spiering         | 1 października 1994 – marzec 1998   |
| 3.  | generał porucznik Hans-Peter von Kirchbach | marzec 1998 – kwiecień 1999         |
| 4.  | generał porucznik Rainer Schuwirth         | kwiecień 1999 – czerwiec 2001       |
| 5.  | generał porucznik Friedrich Riechmann      | styczeń 2001 – czerwiec 2001        |